# Мирное (Боровский район)
Мирное (укр. Мирне), село, 
Подвысочанский сельский совет,
Боровский район,
Харьковская область.
Код КОАТУУ — 6321083504. Население по переписи 2001 г. составляет 91 (35/56 м/ж) человек.

## Географическое положение
Село Мирное находится в 2-х км от села  Гороховатка и в 3-х км от села  Подвысокое.

## История
- 1775 - дата основания.

## Экономика
- В селе есть молочно-товарная ферма.